# Ensar Arifović
Ensar Arifović (ur. 21 lipca 1980 w Sarajewie) – bośniacki piłkarz, w latach 1998–2014 występujący na pozycji napastnika.

## Kariera klubowa
Reprezentował barwy między innymi FC Metz, Neuchâtelu Xamax, FK Sarajevo, Dibby Al-Hisn SC, Željezničaru Sarajewo, Polonii Warszawa, Łódzkiego Klubu Sportowego, Górnika Zabrze, Jagiellonii Białystok, Floty Świnoujście i Arki Gdynia. W polskiej Ekstraklasie wystąpił w 94 spotkaniach i strzelił 23 bramki. 
11 lutego 2010 podpisał kontrakt z Flotą Świnoujście, a 1 lipca 2011 z Arką Gdynia. 12 stycznia 2012 obie strony zadecydowały o wcześniejszym rozstaniu. Arifović przez pół roku występów w Arce zaliczył czternaście meczów ligowych i jeden pucharowy, strzelił trzy gole. Następnie powrócił do Floty Świnoujście, z którą rozstał się w grudniu 2014.

## Statystyki kariery
| Klub                  | Sezon              | Liga               | Liga  | Liga   | Puchar Polski | Puchar Polski | Puchar Ekstraklasy | Puchar Ekstraklasy | Europa | Europa | Suma  | Suma   |
| Klub                  | Sezon              | Liga               | Mecze | Bramki | Mecze         | Bramki        | Mecze              | Bramki             | Mecze  | Bramki | Mecze | Bramki |
| --------------------- | ------------------ | ------------------ | ----- | ------ | ------------- | ------------- | ------------------ | ------------------ | ------ | ------ | ----- | ------ |
| Polonia Warszawa      | 2005/06            | I liga             | 24    | 6      | 6             | 1             | –                  | –                  | –      | –      | 30    | 7      |
| ŁKS Łódź              | 2006/07            | I liga             | 28    | 8      | 3             | 2             | 3                  | 0                  | –      | –      | 34    | 10     |
| ŁKS Łódź              | 2007/08            | I liga             | 27    | 6      | 1             | 0             | 3                  | 1                  | –      | –      | 31    | 7      |
| Jagiellonia Białystok | 2008/09            | Ekstraklasa        | 15    | 3      | 1             | 0             | 4                  | 0                  | –      | –      | 20    | 3      |
| Górnik Zabrze         | 2009/10            | I liga             | 8     | 0      | 0             | 0             | –                  | –                  | –      | –      | 8     | 0      |
| Flota Świnoujście     | 2009/10            | I liga             | 13    | 0      | 0             | 0             | –                  | –                  | –      | –      | 13    | 0      |
| Flota Świnoujście     | 2010/11            | I liga             | 31    | 7      | 1             | 0             | –                  | –                  | –      | –      | 32    | 7      |
| Arka Gdynia           | 2011/12            | I liga             | 14    | 3      | 1             | 0             | –                  | –                  | –      | –      | 15    | 3      |
| Flota Świnoujście     | 2011/12            | I liga             | 13    | 4      | 0             | 0             | –                  | –                  | –      | –      | 13    | 4      |
| Flota Świnoujście     | 2012/13            | I liga             | 26    | 5      | 5             | 1             | –                  | –                  | –      | –      | 31    | 6      |
| Flota Świnoujście     | 2013/14            | I liga             | 18    | 2      | 2             | 2             | –                  | –                  | –      | –      | 20    | 4      |
| Flota Świnoujście     | 2014/15            | I liga             | 1     | 0      | 0             | 0             | –                  | –                  | –      | –      | 1     | 0      |
| Ogólnie w karierze    | Ogólnie w karierze | Ogólnie w karierze | 218   | 44     | 20            | 6             | 10                 | 1                  | 0      | 0      | 248   | 51     |